# 비너스 프로젝트 (비영리 단체)

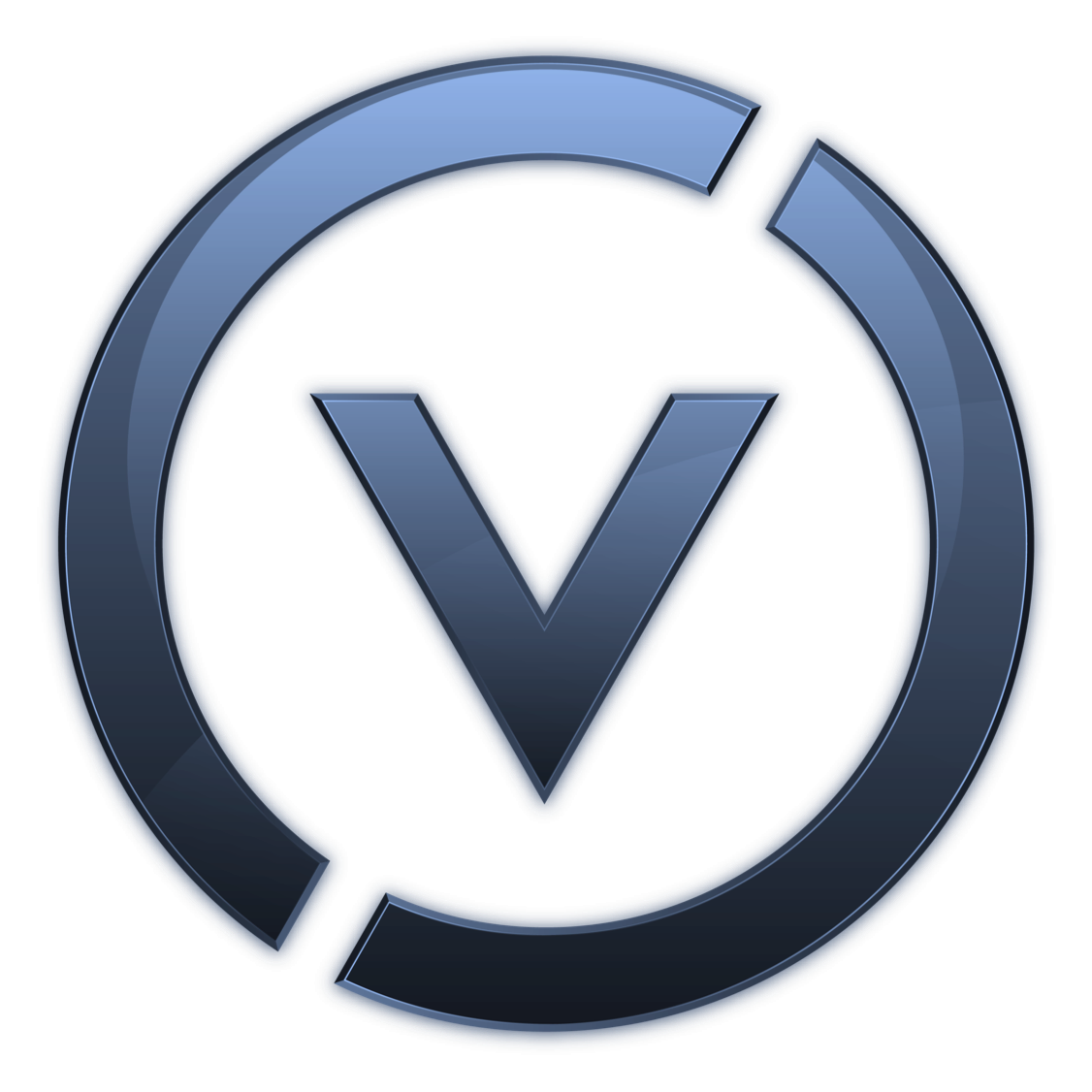

비너스 프로젝트(Venus Project)는 건축가이자 사회공학자인 자크 프레스코가 설립한 501(c) 비영리 단체이다. 프레스코는 자신의 파트너인 록산 메도우즈와 함께 기술을 활용하여 인류를 위한 자원 기반 경제를 개발하기 위해 사회 경제적 모델로 이 프로젝트를 설립했다.